# Svetlojarskij rajon
Lo Svetlojarskij rajon (in russo Светлоярский район?) è un rajon dell'oblast' di Volgograd, in Russia, il cui capoluogo è Svetlyj Jar. Istituito nel 1928, ricopre una superficie di 3.185 chilometri quadrati e nel 2021 ospitava una popolazione di circa 34.500 abitanti.

## Villaggi
- Bol'šie Čapurniki